# Avco Records
Avco Records — американський лейбл звукозапису, заснований 1968 року.
Засновниками Avco були музичні продюсери та двоюрідні брати Луїджи Креаторе та Х'юго Перетті. Вони разом працювали з 1950-х років, продюсуючи записи таких виконавців, як Джорджія Гіббз та Сара Вон, що виходили на Mercury Records. 1957 року Хьюго та Луїджи стали співвласниками лейблу Roulette Records, а за два роки перейшли до RCA Records, де працювали з Елвісом Преслі, Семом Куком та гуртом The Tokens.
1968 року Креаторе та Перетті заснували власний лейбл Avco Embassy Records разом із відомим телевізійним продюсером Джозефом Левіном, який був головою кінокомпанії Avco Embassy Pictures. Головними зірками стали соул-гурти The Stylistics, Little Anthony and the Imperials та співак Ван Маккой. Найбільший успіх став хіт Ван Маккоя «The Hustle», що вийшов 1975 року.
1971 року лейбл було перейменовано з Avco Embassy Records на Avco Records. 1976 року Х'юго Перетті та Луїджи Креаторе викупили права на компанію, перейменувавши її на H&L Records (згідно з першими літерами власних імен). Проте вона проіснувала недовго і 1978 року збанкрутувала. 1984 року повний каталог пісень Avco Records / H&L Records, що містив релізи The Stylistics, Вана Маккоя, The Chambers Brothers та The Softones, викупила компанія Amherst Records.